# Kocham kłopoty
Kocham kłopoty – amerykańska komedia romantyczna z 1994 roku.

## Główne role
- Nick Nolte - Peter Brackett
- Julia Roberts - Sabrina Peterson
- Saul Rubinek - Sam Smotherman
- James Rebhorn - Mando
- Robert Loggia - Matt
- Kelly Rutherford - Kim
- Olympia Dukakis - Jeannie, sekretarka Petera
- Marsha Mason - Senator Gayle Robbins
- Eugene Levy - Ray
- Charles Martin Smith - Rick Medwick
- Dan Butler - Wilson Chess
- Paul Gleason - Kenny Bacon
- Jane Adams - Evans
- Lisa Lu - Pani Virgina Hervey
- Nora Dunn - Lindy
- Clark Gregg - Darryl Beekman, Jr.

## Fabuła
Peter Brackett i Sabrina Peterson to dwoje dziennikarzy pracujących w konkurencyjnych gazetach w Chicago. Rywalizują między sobą, ale jednocześnie się podziwiają. Oboje wpadają na trop wielkiej afery w sprawie kompanii chemicznej produkującej mleko. Dochodzenie bardzo zbliża ich do siebie.